# Klesha
Klesha (Sanskrit, m., क्लेश, kleśa, Leiden; pali kilesa, ch: fánnǎo 烦恼; tib. nyon mongs pa, jp. 煩悩 bonnō) sind den Geist trübende Leidenschaften. In der indischen Philosophie, insbesondere im Buddhismus und Hinduismus, werden diese „Befleckungen“ als Ursache des Leidens verstanden.

## Bedeutung der Kleshas im Yoga
Im Yoga werden fünf Kleshas unterschieden:
1. Avidya: Unwissenheit
2. Asmita: Identifizierung, Ego
3. Raga: Wunsch
4. Dvesha: Abneigung
5. Abhinivesha: Furcht.

Kleshas sind bestimmte Strukturen, Muster und Kräfte im menschlichen Geist, die die Wahrnehmung und die Handlungsweise des Menschen steuern und ihn immer wieder in Situationen bringen, die leidvoll erfahren werden.
In einem Artikel der „VIVEKA – Hefte für Yoga“ werden die Kleshas mit „Unkraut“ verglichen und der menschliche Geist mit einem Garten. Während die Zierpflanzen gesät und bewässert werden müssen und intensiver Pflege bedürfen, um zu gedeihen, sprießt und wuchert das „Unkraut“ ohne jede besondere Pflege. Es nimmt den Garten in Besitz, wenn der Gärtner nachlässig oder untätig wird. Und so ist es auch mit den Kleshas: Sie brauchen keine Pflege, um groß und allgegenwärtig zu werden und den Geist zu beherrschen, sie sind einfach da. Sich selbst überlassen, wird der Geist durch die Kleshas geprägt.
In den Yoga-Sutras des Patanjali heißt es über die Kleshas, dass sie sehr unterschiedlich wirken können: Sie können „schlafen“, schwach, unterbrochen oder auch sehr aktiv sein. Es kommt auch vor, dass ein Klesha besonders stark ausgeprägt ist, so dass es die anderen dominiert.

### Avidya
Avidya bedeutet so viel wie Nichtwissen, aber nicht im Sinne von Unwissen oder unbekannt, sondern im Sinne von vorhandenem, aber falschem Wissen bzw. Täuschung. Avidya wird als die „Mutter“ oder „Quelle“ betrachtet, aus der die anderen Kleshas entstehen. Wie ein „Schleier“ legt es sich über die Wahrnehmung und trübt diese. Die Wahrnehmung des Menschen ist in der Regel höchst subjektiv, und so kann sie in einer Situation richtig oder auch falsch sein. Unter Avidya versteht man eine falsche Art des Verstehens, eine falsche (subjektive) Art der Interpretation einer Situation. Avidya ist das Ergebnis von angehäuften Erfahrungen: In einer bestimmten Situation wurde einmal auf eine bestimmte Art empfunden, gedacht, verstanden, gehandelt – fortan wird automatisch, mechanisch, beinahe blind wiederholt. Der Mensch ist in seiner Wahrnehmung und seinem Handeln festgelegt (samskara). Das kann zum Beispiel bedeuten, dass Unklarheit mit Klarheit verwechselt wird: Man fühlt sich klar und ist tatsächlich befangen. Oder umgekehrt: Man misstraut der eigenen Wahrnehmung und schließlich stellt sie sich doch als richtig heraus. Ein ganz einfaches Beispiel, wie Avidya sich im Alltagsleben zeigt: Eine Person verhält sich sehr abweisend, ist mürrisch und unfreundlich. Leicht wird daraus der Schluss gezogen, diese Person habe vielleicht eine Abneigung gegen uns oder sei unseretwegen verärgert. Tatsächlich verhält es sich jedoch so, dass diese Person zurzeit ein Problem mit sich selbst, mit ihrem Familienleben oder ihrer Gesundheit hat, oder vielleicht hat sie einfach nur einen schlechten Tag.
Nach der klassischen vedantischen Auffassung ist das Nichtwissen die Kraft, die das Ich aufbaut und dazu verführt, sich und seine Erfahrungen fälschlich für wirklich und sein Verhalten für richtig und angemessen zu erachten. Dieses Nichtwissen kann, so wird weiter ausgeführt, weder als seiend oder bestehend (sat) noch als nicht-seiend oder nicht-bestehend (a-sat) bezeichnet werden, sondern nur als unerklärbar. Denn wenn es unwirklich wäre, so wird argumentiert, dann wäre es nicht mächtig genug dem inneren Auge des Menschen die Erkenntnis der unmittelbaren Wirklichkeit des Selbstes zu verhüllen. Wenn es aber andererseits wirklich, das heißt von absoluter Unzerstörbarkeit wäre, so könnte es nicht so leicht vom Wissen (Vidya/Rigpa) aufgehoben werden; das Selbst (Atman) könnte dann nie als Urgrund allen Seins entdeckt werden. Weiterhin heißt es, Nichtwissen kann nicht als seiend bezeichnet werden, da es sich ständig verändert. Seine Form sei also flüchtig, vergänglich, überwindbar. Sein Wesen sei eben Vergänglichkeit und dass dies der Suchende in dem Augenblick erkennt, da er über den „Täuschungszauber“ hinausgelangt.

### Asmita
Mit Asmita ist das (übermächtige) Ego gemeint, die Identifikation mit dem Ich. Es bedeutet, sich selbst sehr wichtig zu nehmen. Es bedeutet sowohl Selbstbezogenheit, Hochmut und Stolz als auch umgekehrt ein minderwertiges Bild des Selbst oder Selbstmitleid. Asmita zeigt sich immer dann, wenn man den Ehrgeiz hat, besser als andere sein zu wollen oder wenn jemand immer recht haben möchte. Aber auch Gefühle wie: „Immer geht es nur MIR schlecht...“ oder „Immer werde ICH ausgenutzt...“ haben ihren Ursprung in Asmita. Es bedeutet, die vollständige Identifikation mit einem momentanen Gefühl: Man erlebt einen Fehlschlag und schon identifiziert man sich mit dem Gefühl, ein Versager zu sein.

### Raga
Raga bedeutet Wunsch, Verlangen oder Begierde – Eigenschaften, die häufig der Grund für eine bestimmte Verhaltensweise sind. Raga bedeutet, etwas haben zu wollen, was man vielleicht gar nicht unbedingt braucht, oder was einem sogar gar nicht gut tut (z. B. übermäßiges Essen, Konsum als Ersatzbefriedigung). Der Mensch will etwas haben, und wenn er es hat, ist es nicht genug. Raga verlangt nach immer noch mehr, nach einer Steigerung, nach dem nächsten „Kick“. Nur der wunderschöne, strahlende Sternenhimmel reicht nicht aus, um die Sache perfekt zu machen, fehlt noch ein guter Rotwein und ein paar Sternschnuppen wären auch nicht schlecht. Raga meint die kleinen und großen Süchte des Menschen, der selbst dann zugreift, wenn er etwas gar nicht gebrauchen kann. Raga bedeutet die Verhaftung in der materiellen Welt.

### Dvesha
Dvesha ist so etwas wie das Gegenteil von Raga: die (unbegründete) Ablehnung, Angst vor Veränderungen und dem Unbekannten. Es wurde einmal eine negative Erfahrung gemacht, fortan wird alles abgelehnt, was damit in Verbindung steht. Beispiel: Im Urlaub in Spanien wurde das Auto aufgebrochen und ausgeraubt. Künftig hasst der betroffene Mensch Spanien und die Spanier und macht dort nie wieder Urlaub. Oder: Ein Mensch wurde früher einmal von einem Hund gebissen und lehnt nun alle Hunde als grundsätzlich aggressive Tiere ab. Gerade ältere Menschen halten gerne am Traditionellen fest und lehnen Veränderungen und Neuerungen kategorisch ab – auch das ist eine Form von Dvesha. Es muss aber differenziert werden, denn nicht jede Ablehnung muss gleich Dvesha sein: Wenn jemand es vermeidet, nachts allein durch ein düsteres Viertel zu gehen, weil dort Gefahren lauern könnten, so ist das nicht Dvesha, sondern begründete Vorsicht, eine realistische Einschätzung der Lage.

### Abhinivesha
Das letzte der Kleshas ist Abhinivesha, was so viel bedeutet wie „die Wurzel der Angst“. Gemeint sind alle Formen von Angst und Furcht: Unsicherheit, Zweifel, Panik, Existenzängste, Angst vor der Zukunft, Angst vor Krankheiten, vor allem die Angst vor dem Tod. Dieses Klesha ist sehr mächtig, denn im Yoga geht man davon aus, dass der Geist die Realität bestimmt. Wenn eine Person also von der Angst vor einer bestimmten Krankheit total dominiert wird, wird die Wahrscheinlichkeit als hoch betrachtet, dass die Person gerade diese Krankheit auch wirklich bekommt.

## Buddhismus
Im Buddhismus meint Klesha oder Kilesa die „Verunreinigungen“, „die den Geist trübenden Leidenschaften“. Es gibt folgende zehn Geistesverschmutzungen (kursiv in Klammern sind dahinter jeweils die entsprechenden Pali-Begriffe vermerkt):
1. Gier, Begierde (lobha)
2. Hass (dosa/dves)
3. Verblendung (moha, avijjā)
4. (Ich-)Dünkel (asmi-mana)
5. (falsche) Ansichten (micchādiṭṭhi)
6. Zweifel, Zweifelsucht (vicikicchā)
7. Starrheit, Trägheit (thīnaṃ)
8. Aufgeregtheit, Anmaßung (uddhaccaṃ)
9. Schamlosigkeit (ahirikaṃ)
10. Gewissenlosigkeit, Rücksichtslosigkeit (anottappaṃ).

Die Nummern 1 bis 3 werden zusammengefasst als mula oder die Drei Geistesgifte bezeichnet.